# 妖怪龍紋鱝
妖怪龍紋鱝（學名：Rhynchobatus mononoke），又稱妖怪尖犁頭鰩，為軟骨魚綱犁頭鰩目圓犁頭鰩科尖犁頭鰩屬的其中一種，被IUCN列為極危保育類動物，分布於西北太平洋日本南部海域，深度15至136公尺，本魚體型呈三角形，長度大於寬度，噴水孔位於眼之近後方，後緣外褶較內褶明顯，上顎齒列約54-66，尾部與軀幹部不易區分，外形介於鯊類與鱝類之間，胸盤中間有一個氣門大小的黑色斑點，後背有一個白色斑點，下表面的前半部覆蓋著一個圓形的黑色斑點，靠近吻端，有一對明顯的小黑點，體長可達130公分，棲息於近岸外海海域，為底棲性魚類，肉食性，卵胎生，生活習性不明。